# Stamping Ground (Kentucky)
Stamping Ground is een plaats (city) in de Amerikaanse staat Kentucky, en valt bestuurlijk gezien onder Scott County.

## Geschiedenis
Het gebied werd het eerst verkend in april 1775 door de pioniers William McConnell en Charles Lecompte en een afvaardiging van kolonisten uit Pennsylvania. Zij ontdekten een waterbron die zij The Buffalo Spring doopten naar de bizons die er het gras en de struiken plat trapten terwijl zij wachtten op hun beurt om te drinken. Eeuwenlang lag de modderpoel op de jaarlijkse trekroute van de kuddes. Met de cowboyterm voor de dierlijke habitat noemden de onderzoekers het omringende gebied The Buffalo Stamping Ground, Stomping Ground en Stomp.
Na deze expeditie vestigden zich de eerste boeren in het gebied om de productie van cane en andere gewassen in Kentucky verder te ontwikkelen. De kerkgemeenschap werd opgericht in september 1795 en telde 250 zielen in 1828. Op 1 oktober 1816 werd een eerste postkantoor genaamd Stamping Ground opgericht, dat echter slechts enkele jaren heeft bestaan. De nederzetting kreeg zijn eerste naam in 1817, de verzameling huizen zou Herndonsville heten naar de familie Herndon. In 1823 kwam een definitieve postverbinding tot stand met de oprichting van kantoor Herndonsville. De status als dorp werd officieel erkend en de naam van het dorp officieel veranderd in 1834.
Op de plaats van de oude bron werd een distilleerderij gebouwd, genaamd Buffalo Springs. Aan deze onderneming dankt de plaats zijn voorspoed.

## Demografie
Bij de volkstelling in 2000 werd het aantal inwoners vastgesteld op 566.
In 2006 is het aantal inwoners door het United States Census Bureau geschat op 649, een stijging van 83 (14.7%).

## Geografie
Volgens het United States Census Bureau beslaat de plaats een oppervlakte van
1,6 km², geheel op land. Stamping Ground ligt op ongeveer 252 m boven zeeniveau.

## Plaatsen in de nabije omgeving
De onderstaande figuur toont nabijgelegen plaatsen in een straal van 24 km rond Stamping Ground.